# Oops!… I Did It Again (album)
Az Oops!… I Did It Again Britney Spears amerikai popénekesnő második stúdióalbuma. 2000. május 16-án jelent meg a Jive Records gondozásában. 1999-ben, miután befejezte a …Baby One More Time Tour címen ismertté vált koncertkörútját, Britney 1999. szeptember 20-án elkezdte az album dalainak rögzítését New Yorkban. A szövegírásában és komponálásban a legtöbbször Max Martin, Eric Foster White és Rami Yacoub producerek vettek részt. Martin november első hetében már több, mint 7 számot felvett a társaival. Miután rögzítették az anyag felét, Spears Svédországban folytatta a munkálatokat. Februárra a nagylemez elkészült.
A kritikusok pozitívan fogadták, többen is megjegyezték, hogy hatalmas javulásnak számít a …Baby One More Time-hoz képest. Emellett külön gratuláltak Britneynek, mivel a Dear Diary című dal munkálataiban ő maga is részt vett. Hatalmas siker lett világszerte. A Billboard 200 első helyén debütált, miután 1 319 193 darabot adtak el belőle egy hét alatt az Egyesült Államokban. Ezzel Britney újabb rekordot döntött: az Oops!… I Did It Again lett az első heti eladások adatai szerint minden idők leggyorsabban fogyó női albuma. Az Egyesült Államokban több, mint 10 millió darabot adtak el belőle, ezzel gyémánt minősítést kapott. A második albuma lett, ami kiérdemelte ezt a minősítést. 13 ország listáján a csúcspozícióig jutott, míg top 5-ös lett Ausztráliában, Finnországban, Japánban, Új-Zélandon és az Egyesült Királyságban. Magyarország albumlistáját is vezetni tudta 5, egymást követő héten át. 2000 harmadik legtöbbet eladott albuma lett világszerte. Mára már 24 millió darab került eladásra belőle, ezzel minden idők egyik legjobban fogyó nagylemeze lett. A Nielsen SoundScan adatai szerint a 21. század eddigi legsikeresebb női albuma, mind az Egyesült Államokban, mind világszerte. Eddig egyedül Adele 2011-es 21 című lemezének sikerült hasonló eredményeket elérni ebben a században. Britney karrierjének második legkeresettebb albuma.
Négy kislemez jelent meg róla világszerte. Az első kislemez a címadó dal lett. Világszerte nagy sikert aratott, első lett Ausztráliában, Kanadában, az Egyesült Királyságban és másik 11 országban. Emellett bekerült a legjobb 5-be 6 ország kislemezlistáján. A kiadónak egyedüli csalódást az Egyesült Államokban okozott, ahol "csak" a 9. helyig jutott. Második kislemeznek a Lucky-t választották meg. Vezetni tudta Európa, Ausztria, Németország, Svédország és Svájc kislemezlistáit. Harmadik, egyben az utolsó megjelenő kislemez Amerikában, a Stronger lett. Az önállósulásról szóló szám lett az albumról legtöbbet eladott szám az USA-ban. 500 000 példányban kelt el, és ezzel arany minősítést kapott. A Don’t Let Me Be the Last to Know jelent meg az utolsó kislemezként Európában és Ázsiában, mérsékelt sikerekkel. Britney az Oops!… I Did It Again World Tour-ral promotálta a lemezt.

## Háttér és felvételek
Miután befejezte a …Baby One More Time Tour 3 hónapos koncertkörútját, 1999. szeptember 20-án visszatért New Yorkba, hogy elkezdje rögzíteni az új albumára a dalokat. Viszont nem volt sok ideje dolgozni rajta, emiatt a munkálatokat másfél héttel később kezdték el. A legtöbb szám Max Martin, Eric Foster White, Rami Yacoub és Diane Warren producerek hozzájárulásával készült el. A Walk On By, What U See (Is What U Get) és a Don't Go Knockin' On My Door című számok keverését Martin már 1999. november 7-ére elvégezte. Az Oops!… I Did It Again, a Lucky és a Stronger rögzítésével is majdnem végeztek, csak nem volt idő a keverésre, ezért 2000 januárjára készültek el teljesen. A Where Are You Now című balladát 1999 novemberében vették fel a Battery Studios-ban.
2000. január 7-én rögzítésre került az album anyagának a fele. Britney Svédországba utazott, hogy befejezze az akkor még cím nélküli albumot. Svédországból a következőt nyilatkozta: „Ez az album egy kicsit más lesz, mint a …Baby One More Time. 16 éves voltam, amikor annak az albumnak a munkálataival végeztem. Mindig, amikor megnézem a borítóját gyerekesnek érzem magam. Ez most egész más lesz a stílust, és a dalokat nézve. Már csak néhány szám hiányzik, mivel 6 dalt vettem fel Svédországban. Remélem a rajongóim érettebbnek fognak engem látni.” Britneyn nagy volt a nyomás, mivel a …Baby One More Time hatalmas sikereket ért el. Többen is kételkedtek abban, hogy tudja tartani az új lemezzel a sikereket. De miután az énekesnő meghallgatta az majdnem kész albumot, kijelentette, hogy nagyon magabiztos.
A Can't Make You Love Me című szerzeményt is Svédországban vették fel 1999 őszén. Spears 2000 januárjában énekelte fel a Parc Studios-ban. 2000. január 28-án vették fel az utolsó két dalt a lemezre: Diane Warren szerzeményét When Your Eyes Say It címmel, és a Rolling Stones (I Can't Get No) Satisfaction dalának a feldolgozását. Geoff Mayfield, a Billboard magazin igazgatója dicsérte az album megjelenésének dátumát, mondván, hogy tökéletes időzítés lett az előző lemez megjelenését nézve. Az eredeti cím Britney Spears vagy Sunflower lett volna, de végül Oops!… I Did It Again lett. A címet meglehetősen jól fogadták a kritikusok, mondván, hogy Britney érzékeltetni akarja az emberekkel, hogy megint világot fog hódítani. Az Oops!… I Did It Again 2000. május 16-án jelent meg az énekesnő második stúdióalbumaként.

### Dalszerzési vita
Az énekesnőt és a kiadóját beperelte két zenész, név szerint Michael Cottrile és Lawrence Wnukowski, arra hivatkozva, hogy két – az albumon szereplő – dalnak ugyanolyan a dallama, mint a saját számuknak. A 2 szám, ami miatt pereltek a What U See (Is What U Get) és a Can't Make You Love Me volt. Spears és a Jive Records tagadta az ügyet. Még azt is meg merték jegyezni a perelők, hogy a What U See (Is What U Get) a saját daluk, és Britney ellopta. A vádakat később a bíróság elutasította, és pénzbírságot szabott a két zenészre.

## Kompozíció
- "Stronger"20 másodperces minta a dal refrénjéből. A kritikusok a legjobb dance számnak tartották az albumról.
- "Don't Let Me Be the Last to Know"21 másodperc a dal refrénjéből. Spears különlegesnek tartotta, mondván, hogy ezzel a számmal tudja kimutatni tehetségét.

Nem tudod lejátszani a fájlt?

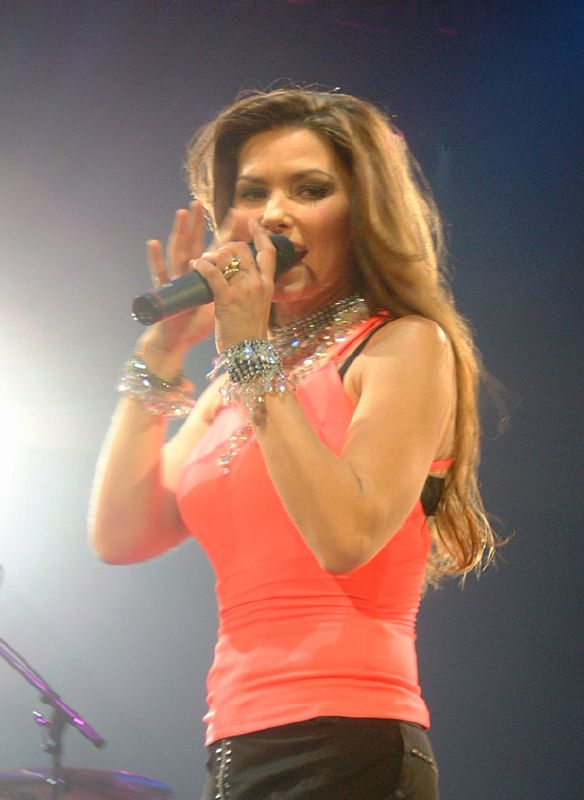
Shania Twain amerikai country énekesnő részt vett a Don't Let Me Be the Last to Know megírásában.

Spears másféle, tempósabb hangzást akart létrehozni, mondván, fel akar nőni, és ez az előző album stílusával nem sikerülne. A lemez nyitódala, az elsőként megjelenő kislemez, az Oops!… I Did It Again. A dance-pop elemeit képviselő szám jellemzője, hogy tartalmaz egy párbeszédet, amiben említés esik a Titanic című filmről: „But wait a minute isn't this? Yeah, yes it is. But I thought the old lady dropped it into the ocean at the end? Well Baby I went down and got it for you. Awe you shouldn't have.” (magyarul: „Várjunk egy pillanatot, ez nem az? Igen, ez az. De azt hittem, hogy az öreg hölgy bedobta az óceánba a végén. Nos baby, lementem és visszahoztam neked. Ó, nem kellett volna.”) A Billboard kritikusai szilárd popdalnak vélték. Több szakértő is összehasonlította a debütáló kislemezével. Bill Lamb a legjobb Britney dalokat összegző listáján a 6. helyre rakta, és dicsérte a párbeszédes részt. A második szám a harmadikként megjelenő kislemez, a Stronger lett. Az NME személyzete a legjobb dance számnak tartotta a lemezről. A dalszövege sok kritikus dicséretét kivívta, mivel az önállósulásról szól. Úgy gondolták, hogy Spears a tinirajongóinak akar példát mutatni. A Don't Go Knockin' On My Door-t rakták az album következő helyére. Az Oops!… I Did It Again-hez hasonlóan egy dance-pop szám. A végén egy párbeszéd található, amiben Britney a barátnőjével beszél telefonon. A lemez legegyedibb része az, amikor a párbeszéd alatt elindul már a negyedik dal, ami az (I Can't Get No) Satisfaction lett. A Rolling Stones egyik legnagyobb slágerét Spears egyik kedvenceként emlegette, részben ezért döntött úgy, hogy felvesz belőle egy másik verziót.
A Don’t Let Me Be the Last to Know az első ballada. Shania Twain szerzeménye. Spears különleges érzéseket táplál iránta, szerinte ez a dal tudja igazán próbára tenni tehetségét. Többen is dicsérték összetételét, míg mások csiszolt, polírozott balladának nevezték. A What U See (Is What U Get) a 6. szerzemény. A dance hatásokat tartalmazó dal a kritikusok és Britney egyik kedvencévé vált. Részben a dalszövege miatt, ami arról szól, hogy egy lány nem akar megváltozni szerelme kedvéért. A Lucky, a másodikként megjelenő kislemez a leginkább tini popra épülő szám. Többször is összehasonlították Britney előző albumán található Sometimes című slágerével. Egy filmsztárról szól, akit Luckynak hívnak. Különböző párbeszédeket tartalmaz. A 9.-nek a legérzékenyebb balladát, a Where Are You Now-t választották meg. Az utolsó szám a lemez eredeti változatán a Dear Diary lett, aminek az írásában maga az énekesnő is részt vett. A deluxe kiadás tartalmazza még a Girl In My Mirror című dalt, a You Got It All című sláger átdolgozását, és a Lucky B oldalán található Heart-ot, míg az Ausztrál és az Új-zélandi kiadás a Stronger B oldalán helyet kapó Walk on By című szerzeményt.

## Kislemezek

### Oops!… I Did It Again

- "Oops!… I Did It Again"Az Oops!… I Did It Again refrénjének a részlete. A dalt sokszor összehasonlították Spears debütáló kislemezével.

Nem tudod lejátszani a fájlt?
Az Oops!… I Did It Again 2000. március 27-én jelent meg az album első kislemezeként. A hivatalos kiadása tartalmazza Britney addigi életét. A harmadik szám lett, amit a Max Martin és Rami Yacoub által alkotott svéd duó írt és komponált. A borítója egy napon készült el az albuméval. Pozitív visszajelzéseket kapott a zenekritikusoktól. Szilárd popdalnak nevezték, ami bebiztosítja Spears vörösen izzó karrierjét. Az énekesnőt jelölték miatta a A legjobb női popénekes teljesítményért járó Grammy-díjra. Britney kiadója sokat várt a kislemeztől, mivel a …Baby One More Time óriási kereskedelmi siker lett. Európában nem is okozott csalódást. Bekerült a top 5-be minden európai országban, ahol megjelent. A brit kislemezlista első helyén debütált, ezzel a 3. dala lett, ami vezetni tudta a listát. Mára már 450 000 darabot adtak el belőle, ezzel a második legkeresettebb dala lett a szigetországban. A Billboard Hot 100 9. helyéig jutott. Attól függetlenül, hogy már a harmadik top 10-es kislemeze lett, a kiadónak csalódást okozott az Egyesült Államokbeli teljesítménye. Ezek mellett a rádiók folyamatos játszása miatt a Pop Songs listát több hétig uralta. Mára 6 millió példányban kelt el, ezzel az énekesnő 4. legkeresettebb száma lett.
A hozzátartozó klipet Nigel Dick rendezte. Ez volt a negyedik, egyben utolsó Britney videó, aminek a rendezésével őt bízták meg. A klipben az énekesnő a Marson táncol és énekel, míg egy űrhajós teljesen belehabarodik. Egy piros latex ruhát visel, ami nagy botrányt kavart fiatalkora miatt. Három kategóriában jelölték az MTV Video Music Awards-on: A legjobb videóklip női előadótól, A legjobb popvideóklip kategóriában, illetve a közönségdíjra.

### Lucky

A Lucky-t választották meg a lemez második kislemezének. 2000. augusztus 8-án jelent meg. Érdekesség, hogy az album borítója, és a Lucky borítója egy napon készült el, csak más helyen, más ruhával. Ez lett az ötödik kislemezként megjelenő szám, amit a svéd duó alkotott. Kedvező kritikákat kapott a kritikusoktól, méltatták és dicsérték a dalszövegét, mivel bemutatja a keserű tinédzseréveket. Mások úgy gondolták, hogy Britney karrierjének csúcspontján van. Amerikában nem jutott be a top 20-ba, 23. lett. Emellett a 9. a Pop Songs listán. Világszínvonalon nagy sikert aratott, vezette a slágerlistákat Európában, Ausztriában, Németországban, Svájcban és Svédországban, míg bekerült a legjobb 10-be számtalan országban. Németországban teljesített a legjobban 250 000 darabos eladással. A brit kislemezlista 5. helyén debütált, ez is maradt a legjobb helyezése. Az énekesnő 10. legkeresettebb dala lett a szigetországban, mivel 225 000 fizikai példányt adtak el belőle ott.
A Jive Records Dave Meyerst bízta meg a dal klipjének rendezésével. Ez volt az első közös munkája az énekesnővel. A klipben Britney egy Lucky nevű filmsztárt alakít, aki bár gazdag és népszerű, magányosnak érzi magát. A média pozitívan fogadta. A Billboard kritikusai szerint a videóklip egy előjel volt Spears magánéleti válságára, míg a Rolling Stone írója szerint az egyik legelgondolkodtatóbb Britney videó, mivel megjeleníti azt, ami az énekesnő későbbi életében is gondokat okoz: „A hírnév elleni ellentmondások.”

### Stronger

A Stronger 2000. november 13-án jelent meg az album harmadik (Amerikában utolsó) kislemezeként. Olaszországban valamilyen oknál fojtva nem kerül rá a hivatalos borítóra az énekesnő neve. Szintén a svéd duó munkája. A kritikusok pozitívan írtak róla, a legjobb dance számnak tartották a lemezről, míg dicsérték az önállósulásról szóló dalszövegét. Úgy tartják, hogy Britney üzenni akart az embereknek és a kiadójának.
A Billboard Hot 100-on a 11. hely volt a legjobb eredménye. Emellett vezetni tudta a Hot 100 Single Sales listát. Az Egyesült Államokban a legtöbbet eladott dal lett az Oops!… I Did It Again-ről, mivel 500 000 fizikai darabot adtak el belőle. Európában is nagy sikernek örvendett. Annak ellenére, hogy nem teljesített olyan jól, mint az előző két kislemez, de minden európai országban, ahol megjelent top 20-as lett. Az Egyesült Királyságban a 7. helyen debütált. Mára 185 000 fizikai példányban kelt el a szigetországban. Világszerte a "legrosszabb" helyezését Franciaországba érte el, ahol a 20. pozícióig jutott.
A hozzátartozó zenei videót Joseph Kahn rendezte, akire később (2004, 2008) Britney Toxic és a Womanizer című dalának klipjével is megbíztak. Elmondása szerint több dolog Britney ötlete volt, mint például a székkel való táncolás. Hozzátette, hogy kifinomultra sikeredett, mivel eltért az addigi mézes-mázas klipektől. A klip, egy felirat megjelenésével kezdődik: "Britney Spears – Stronger". Ezt követően egy toronyban megjelenik az énekesnő, a barátja és egy idegennő. A barátja az idegennőre mosolyog, majd Spears belátja, hogy szebb élete lesz nélküle, és szakít vele. A klip másik részében egy székkel táncol fekete háttérben. A videó második felében Spears elkezd vezetni egy Ford Mustang-ot, de elveszti benne az irányítás, fordul vele egy nagy kört és megáll. Miután kiheverte a balesetet, elkezd sétálni az esőben. Eközben a szék átalakul bottá és azzal táncol Britney. A videó végén diadalmasan átsétál a San Franciscoban található Golden Gate hídhoz hasonló hídon. A kritikusok rendkívül pozitívan fogadták a videót.

### Don't Let Me Be the Last to Know

A Don't Let Me Be the Last to Know-ot választották meg az utolsó kislemeznek. Kizárólag csak Európában jelent meg 2001. január 17-én. A zenekritikusok pozitívan fogadták. Legtöbben az összetételét és Shania Twain dalszerzési tehetségét dicsérték. Britney különlegesen nyilatkozott róla, elmondta, hogy ezzel tudja leginkább meglepni az embereket. Amerikában csak a rádiók játszották, emiatt nem jelent meg a Hot 100-on, viszont a Pop Songs listán sikerült a 36. helyig eljutnia. Európában sikeresnek bizonyult, bár nem sikerült olyan jó helyezéseket elérni, mint az előző kislemezeinek. Ezt bizonyítja az, hogy Franciaországban az első kislemeze lett, ami ne jutott be a Top 20-ba. A brit kislemezlistán a 12. volt a legjobb helyezése, ezzel az első Britney szám lett, ami megjelent a szigetországban, mégsem jutott be a legjobb 10-be. Bár Európa több országában sikeres volt, mégis máig az egyik legkisebb sikerrel rendelkező Britney Spears kislemez.
A klipjét Herb Ritts amerikai fotósra bízták. 2001 januárjában vették fel. Ritts szerint Britney az előzőktől eltérő videóklipet akart csinálni. Néhány jelenetet kivettek a hivatalos klipből, mivel Spears anyja túl pikánsnak találta azokat. 2001. március 2-án volt a premierje. Britney a kisfilmben egy olyan nőt játszik, aki tudni akarja, hogy barátja tényleg szereti-e.

### Helyezések és minősítések
| Év                                                          | Kislemez                         | Slágerlistás helyezések | Slágerlistás helyezések | Slágerlistás helyezések | Slágerlistás helyezések | Slágerlistás helyezések | Slágerlistás helyezések | Slágerlistás helyezések | Slágerlistás helyezések | Slágerlistás helyezések | Slágerlistás helyezések | Slágerlistás helyezések | Minősítések |
| Év                                                          | Kislemez                         | US                      | AUS                     | AUT                     | CAN                     | FRA                     | GER                     | IRE                     | NZ                      | SWI                     | SWE                     | UK                      | Minősítések |
| ----------------------------------------------------------- | -------------------------------- | ----------------------- | ----------------------- | ----------------------- | ----------------------- | ----------------------- | ----------------------- | ----------------------- | ----------------------- | ----------------------- | ----------------------- | ----------------------- | --- |
| 2000                                                        | Oops!… I Did It Again            | 9                       | 1                       | 2                       | 1                       | 4                       | 2                       | 2                       | 1                       | 1                       | 1                       | 1                       | - AUS: Platina - AUT: Arany - FRA: Arany - GER: Arany - NED: Arany - NZ: Platina - SWI: Arany - SWE: 2×-es Platina - UK: Arany |
| 2000                                                        | Lucky                            | 23                      | 3                       | 1                       | 2                       | 16                      | 1                       | 2                       | 4                       | 1                       | 1                       | 5                       | - AUS: Platina - AUT: Arany - FRA: Ezüst - GER: Arany - NZ: Platina - SWE: Platina - UK: Ezüst                                 |
| 2000                                                        | Stronger                         | 11                      | 13                      | 4                       | 9                       | 20                      | 4                       | 6                       | 15                      | 6                       | 4                       | 7                       | - US: Arany - AUS: Arany - DEN: Arany - FRA: Ezüst - GER: Arany - NZ: Arany - SWE: Platina                                     |
| 2001                                                        | Don't Let Me Be the Last to Know | 112                     | —                       | 7                       | —                       | 27                      | —                       | 12                      | —                       | 9                       | 12                      | 12                      | - DEN: Arany |
| "—" nem szerepelt listán, vagy nem jelent meg az országban. |                                  |                         |                         |                         |                         |                         |                         |                         |                         |                         |                         |                         | |

### Törölt, promóciós kislemezek
A When Your Eyes Say It című dalt tervezték a lemez negyedik vagy ötödik kislemezének, de a kiadó törölte a kiadását a Don't Let Me Be the Last to Know gyenge sikerei miatt. Az (I Can't Get No) Satisfaction című sláger átdolgozás lett volna a hivatalos promóciós kislemez, de végül nem jelent meg, mivel a kortárs kritikusok a poptörténelem egyik legrosszabb átdolgozásának nevezték. Végül You Got It All című sláger átdolgozása volt promóciós kislemezként kapható kizárólag Franciaországban.

### „A dal, amiből sohasem lett kislemez”
2010-ben indítottak egy szavazást „A dal, amiből sohasem lett kislemez” címmel. Az albumról meg nem jelent dalok közül lehetett választani. Kiderült belőle, hogy a rajongók a What U See (Is What U Get) című dalt akarták leginkább kislemeznek az albumról.

## Promóció

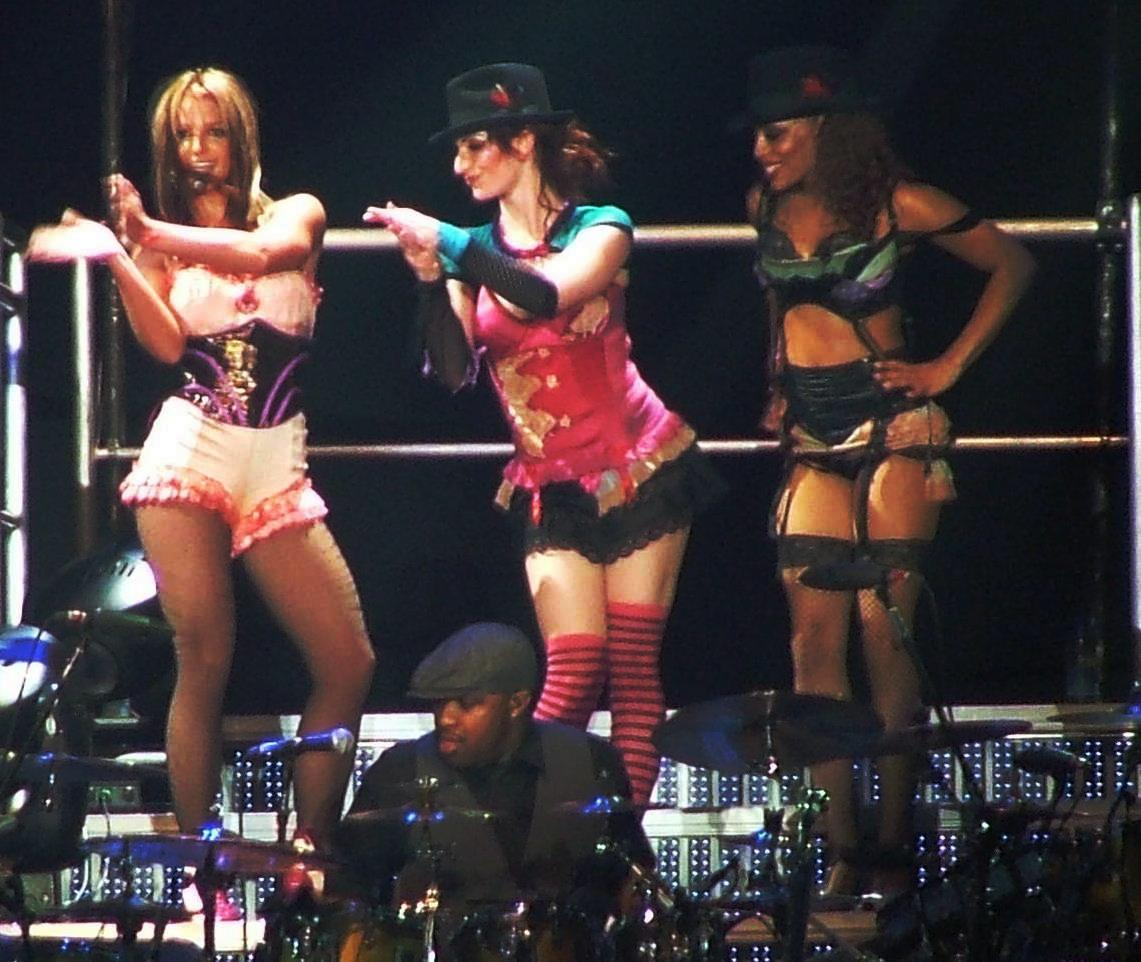
Spears és táncosai az Oops!… I Did It Again előadása közben a 2004-es The Onyx turné egyik állomásán.

1999 végén Spears gyorsan elkezdte az Oops!… I Did It Again promotálását különböző európai országokban. Az Egyesült Királyságban fellépett a Smash Hits műsorban. Több brit arénában is fellépett. Először Birminghamben október 7-én és 8-án. Majd a londoni Wembley Arénában október 10-e és 12-e között, végezetül pedig a Manchester Evening News Arénában október 13-a és 14-e között. Ugyanebben a hónapban egy ideig elkísérte az ’N Sync fiúbandát különböző fellépésekre. Olaszországban adott egy rövid interjút a TRL Italy-nak. Egy titkos koncertet is tartott Párizsban, az album megjelenése előtt egy héttel. Ez volt az első európai koncert, amin kizárólag az Oops!… I Did It Again számai voltak hallhatóak.. Spanyolországban az El Rayo műsorban interjúvolták meg 2000. szeptember 8-án, illetve október 24-én. Ausztráliában a The House of Hits és a Russell Gilbert Live című műsorokban jelent meg 2000. május 13-án.
Az Egyesült Államokban rengeteg helyen megjelent a lemez népszerűsítésének érdekében: a Late Night with Conan O'Brien-ben 2000. május 10-én, a Saturday Night Live-ben május 13-án, a The Rosie O'Donnell Show-ban és a Times Square-ban május 13-án. Ezek mellett fellépett a The Tonight Show Jay Leno-ban május 23-án. A lemez megjelenése után is sok műsor ajánlatát elfogadta. Még a megjelenés napján a Total Request Live és a 25 Under 25 vendége volt. Mind a kettő részt élőben közvetítették. Az énekesnő az album címadó dalának előadása miatt fellépett az MTV-nél. 2000. július 19-én került közvetítésre. 2000. szeptember 7-én, a New Yorkban megrendezett MTV Video Music Awards-on adott egy emlékezetes előadást a közönségnek. Az (I Cant Get No) Satisfaction című sláger Britney verziójával kezdett fekete öltönyben, majd sokkolva a rajongókat és a médiát, ledobta a ruhadarabot, és egy bőrhöz simuló, majdnem átlátszó dresszben folytatta az fellépést.
A lemez megjelenése előtt egy hónappal Hawaii-on lépett fel, az ottani időszámítás szerinti húsvétkor. A Fox Broadcasting Company csatorna egyszerűen Britney Spears Hawaii-on címet adta neki. A koncert reggel 6 órakor kezdődött a Hilton Hawaiian Village hotel strandján. Az album amerikai változatán található 12 szám volt hallható. Eredetileg úgy tervezték, hogy a 42. Grammy Awards-on is az Oops!… I Did It Again egyik dalát fogja előadni, de végül a debütáló albumából került ki a 2 szám, amit előadott.

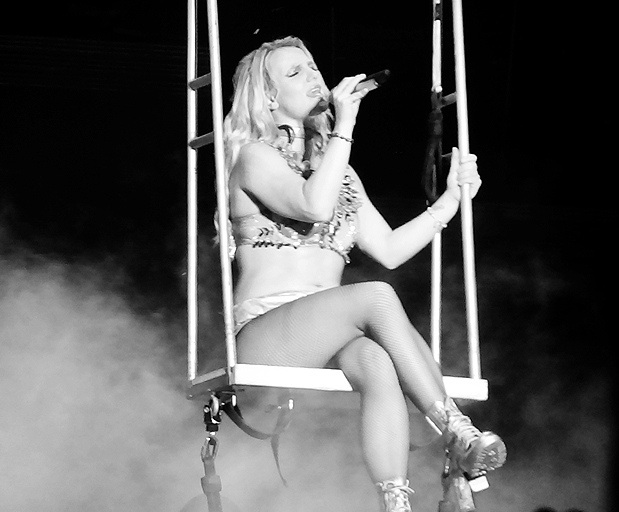
Spears előadja a Don't Let Me Be the Last to Know-vot a 2011-es Femme Fatale Tour-on.

### Oops!… I Did It Again World Tour
2000. február 22-én Britney bejelentette, hogy egy világ körüli turnét fog nyáron kezdeni Oops!… I Did It Again World Tour címmel. A körút jelentette az énekesnőnek az első alkalmat, amikor Európában koncertezhetett. Ki is jelentette, hogy nagyon izgatott, és kíváncsi az európai rajongóira. A fő szponzorai a Got Milk? és a Polaroid volt, akik részt vettek már Britney debütáló turnéjának a népszerűsítésében is. Ők melléjük a Herbal Essences csatlakozott Jamie King lett a körút szervezési igazgatója, míg Tim Millert Kevin Antunest választották meg az igazgatóhelyettesnek. A számlista 6 dalt tartalmaz a …Baby One More Time-ról, míg 7-et az Oops!… I Did It Again-ről. A …Baby One More Time Tour-hoz képest koreográfiák és a színpad sokkal bonyolultabb lett. Az utóbbi megépítése körülbelül 2 millió dollárba került. A koncertkörút rengeteg pozitív kritikát gyűjtött be a kritikusoktól. Elismerően kijelentették, hogy Britney óriási show-t csinált a koncerteken, míg mások egyszerűen annyit mondtak, hogy ennél többet nem kell várni egy tizenévestől. Ezek mellett összehasonlították Britneyt példakévével, Madonnával. Összesen 90 koncertből állt a turné, és 40 millió dollárt sikerült Spearsnek nyernie a jegyekből. Susanne Ault, a Billboard kritikusa szerint több fellépés jegyei már az 1. napon elfogytak. 2000. tizedik legjövedelmezőbb turnéja lett Észak-Amerikában, míg második világszinten. Egyedült Tina Turnernek sikerült több pénzt nyernie körútjából.

## Kritikai fogadtatás
| Összesített kritikák | Összesített kritikák |
| Forrás               | Értékelés            |
| -------------------- | -------------------- |
| Metacritic           | (72/100)             |
| Egyéni kritikák      |                      |
| Forrás               | Értékelés            |
| AllMusic             | [ 1 ]                |
| Billboard            | (kedvező)            |
| Robert Christgau     | [ 98 ]               |
| Entertainment Weekly | (B)                  |
| MTV                  | (8/10)               |
| NME                  | (8/10)               |
| Q                    | [ 102 ]              |
| Rolling Stone        | [ 103 ]              |
| Salon                | (kedvező)            |

Az Oops!… I Did It Again-ről rendkívül pozitív kritikák jelentek meg. Többen is megjegyezték, hogy hatalmas javulás lett a …Baby One More Time-hoz képest. A Metacritic által kiadott fő-összesített listán 12 kritika alapján 100 pontból 72 pontot kapott, ami kedvező értékelésnek számít. David Browne, az Entertainment Weekly munkatársa elismerően nyilatkozott a lemezről és Britneyről: „Ilyen egy egyszerű, de nagyszerű kompozíciójú stúdióalbum. Ehhez már csak egy tündöklő tánctehetség és egy huncut mosoly kell. Egy olyan lemezt, aminek az egyik főbb producere Max Martin, nem lehet rossznak nevezni. Bár a …Baby One More Time munkálataiban is részt vett Martin, mégis az Oops!… I Did It Again valamivel jobb lett.” Az MTV kritikusai 10-ből 8 ponttal jutalmazták az albumot, emellett megjegyezték: „A zseniális albumcímmel Britney figyelmezteti a rajongóit, hogy ő 2000-ben is nagyot akar robbanni. Ez sikerült is a zseniális második albummal. Britney személyében egy 1999-es Britneynél érettebb, tapasztaltabb popsztárt láthatunk, aki az erős, magabiztos és természetes popdalokkal meghódítja a világot.” Emellett gratuláltak az énekesnő dalszerzési tehetségéhez, ami a Dear Diary című ballada szövegében bontakozik ki.
Több magazin és honlap dicsérte a minőséget, mondván, hogy egy sokkal jobb lett, mint az énekesnő debütáló albuma. A Rolling Stone 3 és fél csillagot adott az albumnak. A magazin írói kifejtették a jó minősítés indokát: „Egy fantasztikus szintipop album, mely sokkal igényesebb stílust képvisel, mint a Backstreet Boys és az ’N Sync lemezei. Spears a számokban összeszedett, vad és félelmetes, ami miatt a hagyományos rock and roll egyik fontos képviselőjévé válik. Látszik, hogy próbálja magából kihozni a szexualitást, de ezt minimum 3-4 év múlva tapasztalhatjuk meg, mivel még túl fiatal.” Emellett kijelentették, hogy hatalmas erőlelépés lett egy 2 csillagos albumértékelés (…Baby One More Time) után egy 3 és fél csillagosat kapni. Stephen Thomas Erlewine, az AllMusic fő kritikusa 4 csillaggal illette, és a következőt nyilatkozta róla: „Ugyanazt a stílust foglalja magába, mint debütáló nagylemeze, de mégis valamiért más...de az biztos, hogy ezzel is sikerült meghódítania a világot.” Az NME személyzete kifejezetten pozitívan nyilatkozott a lemezről: „Britney a mai popzene tökéletes megtestesítője. Azonban egy ördögien gonosz zseni is, aki kihasználja az ellenállhatatlan bűbáját, és eléri azt, hogy a zenéje az emberekre egyfajta drogként hasson. Ezt a világ minden táján élő őrült rajongók tudják bebizonyítani.”

### Díjak és jelölések
Az album és kislemezei rengeteg díjat és jelölést hoztak az énekesnőnek. A 2. Teen Choice Awards-on 4 jelölést kapott, A legjobb női előadó és A dögösebb nő kategóriákat meg is nyerte. A 2000-es MTV Video Music Awards-on az Oops!… I Did It Again klipjét jelölték A legjobb női videó, A legjobb popvideó kategóriákban, illetve a közönségdíjra. Hasonlóan az előző évi díjátadón, most sem nyert egyetlen kategóriában sem. 2001-ben még a Stronger klipjét jelölték A legjobb popvideóra. A 2000. november 16-án megtartott MTV Europe Music Awards-ra 3 jelöléssel érkezett: A legjobb dal (Oops!… I Did It Again), A legjobb női előadó, Az év popénekese kategóriákban jelölték. Viszont egyetlen szobrocskát sem sikerült hazavinnie. Az American Music Awards-on két kategóriában jelölték, de díjat innen se vitt haza. A 2000-es Billboard Awards-on azonban osztatlan sikert aratott. Az Oops!… I Did It Again-ért megkapta A legjobb (album) előadónak járó szobrocskát, illetve még két különdíjjal gazdagodott, amit a rekordállításért kapott; a lemez minden idők leggyorsabban fogyó női albuma lett. A következő évben ugyanazon a díjátadón jelölték a Don’t Let Me Be the Last to Know A legjobb felnőtt kortárs videó kategóriában. Grammy díjátadón két jelölést kapott, egyet a a legjobb popalbumért és a a legjobb női popénekes teljesítményért, utóbbit a címadó dalnak köszönhetően. Ugyanakkor itt se sikerült egyetlen díjjal se gazdagodnia.
| Év   | Díjátadó                        | A jelölés tárgya      | Kategória                                  | Eredmény |
| ---- | ------------------------------- | --------------------- | ------------------------------------------ | -------- |
| 2000 | Billboard Music Awards          | Britney Spears        | A legjobb női album előadó                 | Elnyerte |
| 2000 | Billboard Music Awards          | Oops!… I Did It Again | Minden idők leggyorsabban fogyó női albuma | Elnyerte |
| 2000 | Billboard Music Awards          | Oops!… I Did It Again | 2000 világrekordja                         | Elnyerte |
| 2000 | Teen Choice Awards              | Oops!… I Did It Again | Az év kislemeze                            | Jelölve  |
| 2000 | Teen Choice Awards              | Britney Spears        | A legdögösebb nő                           | Elnyerte |
| 2000 | Teen Choice Awards              | Britney Spears        | A legjobb női előadó                       | Elnyerte |
| 2000 | Teen Choice Awards              | Britney Spears        | A legszebb mosoly                          | Jelölve  |
| 2000 | MTV Video Music Awards          | Oops!… I Did It Again | A legjobb női videó                        | Jelölve  |
| 2000 | MTV Video Music Awards          | Oops!… I Did It Again | A legjobb popvideó                         | Jelölve  |
| 2000 | MTV Video Music Awards          | Oops!… I Did It Again | Közönségdíj                                | Jelölve  |
| 2000 | MTV Europe Music Awards         | Oops!… I Did It Again | A legjobb dal                              | Jelölve  |
| 2000 | MTV Europe Music Awards         | Britney Spears        | A legjobb női előadó                       | Jelölve  |
| 2000 | MTV Europe Music Awards         | Britney Spears        | A legjobb popelőadó                        | Jelölve  |
| 2001 | Nickelodeon Kids' Choice Awards | Britney Spears        | A legjobb női előadó                       | Elnyerte |
| 2001 | Nickelodeon Kids' Choice Awards | Oops!… I Did It Again | A legjobb dal                              | Jelölve  |
| 2001 | Grammy Awards                   | Oops!… I Did It Again | A legjobb női popénekesnő teljesítmény     | Jelölve  |
| 2001 | Grammy Awards                   | Oops!… I Did It Again | A legjobb vokális popalbum                 | Jelölve  |
| 2001 | American Music Awards           | Oops!… I Did It Again | A kedvenc Pop/Rock album                   | Jelölve  |
| 2001 | American Music Awards           | Britney Spears        | A kedvenc női Pop/Rock előadó              | Jelölve  |
| 2001 | World Music Awards              | Britney Spears        | A legjobban keresett női popelőadó         | Jelölve  |
| 2001 | World Music Awards              | Britney Spears        | A legjobban keresett dance előadó          | Jelölve  |
| 2001 | The Brit Awards                 | Britney Spears        | A legjobb nemzetközi női előadó            | Jelölve  |
| 2001 | The Brit Awards                 | Britney Spears        | A legjobb szólóelőadó                      | Jelölve  |
| 2001 | People's Choice Awards          | Britney Spears        | A kedvenc női előadó                       | Jelölve  |
| 2001 | MTV Europe Music Awards         | Britney Spears        | A legjobb popelőadó                        | Jelölve  |
| 2001 | Teen Choice Awards              | Stronger              | Az év kislemeze                            | Jelölve  |
| 2001 | MTV Video Music Awards          | Stronger              | A legjobb popelőadó                        | Jelölve  |

## Kereskedelmi fogadtatás

### Amerika
Az Egyesült Államokban megjelenésének napján több mint félmillió példányt adtak el belőle a Jive Records szerint. A héten pedig 1 319 193 példányban kelt el, ezzel a Billboard 200 első helyén debütált. A hatalmas eladással Britney és az album új rekordot döntött: az Oops!… I Did It Again lett a legmagasabb első heti eladással rendelkező női album a Nielsen SoundScan adatai szerint. Először Norah Jones tudott hasonló eredményeket produkálni, mivel a Feels like Home című lemezéből debütálásnak hetén 1 020 000 darab kelt el 2004-ben. Taylor Swift 2012-es Red című lemeze 1,21 milliós eladással majdnem megdöntötte a rekordot. A második héten 612 500 darabban adták el, de visszaszorult a 2. helyre, mivel Eminem The Marshall Mathers LP című albuma elfoglalta a csúcspozíciót 1 760 000-es eladással. A harmadik héten megtartotta előző heti helyezését 442 000-es értékesítéssel. A negyedik héten 369 000, az ötödiken 323 000, a hatodikon 274 000, a hetediken 257 000, a nyolcadikon 254 000, a kilencediken 217 000 és a tizediken 241 000 darabot adtak el belőle. Az első helyet nem tudta már elfoglalni az erős debütáló albumok miatt, 15 hétig tartotta a 2. helyét. 5 héttel megjelenése után már 3 millió példányban kelt el, ez a szám 2000 augusztusára 5 millióra nőt. A 17. héten visszaesett a 3. helyre, de már 7×-es platinalemeznek nyilvánították. A karácsonyi szezonban nagyot nőtt az értékesítési száma, 404 000 példánnyal a 8. pozícióra ugrott. 40 hétig erősen tartotta a top 40-es helyezéseit. Összesen 84 hetet töltött az albumlistán, és 2 hetet a Top Catalog Albums listán. 2000 év végére 7 893 544 példányban kelt el. A Nielsen SoundScan szerint a harmadik, míg a Billboard 200 szerint a negyedig legsikeresebb lemez lett 2000-ben az USA-ban. A BMG Music Club összeállításában a 27. helyet kapta meg 1.2  milliós eladással. 2005. január 24-én a Recording Industry Association of America gyémántminősítést könyvelt el a lemeznek, amit 10 millió darab eladása után lehet elérni. A hivatalos adatok alapján 2009-re 10 és félmillió példány talált belőle gazdára az Egyesült Államokban, ezzel az évtized végi összesített listán a 6. helyet tudta elfoglalni. Az énekesnő második legkeresettebb albuma lett a …Baby One More Time után, ami 14 millió példányban kelt el. Hasonló sikereket ért el Kanadában is. Az első helyen nyitott 95 275 darabbal. Összesen 31 hetet töltött a kanadai albumlistán. A Canadian Recording Industry Association (CRIA) szervezet 7×-es platinalemeznek nyilvánította 700 000-es eladással.
Nem csak Észak-Amerikában volt kereskedelmi sikere. Közép- és Dél-Amerika különböző országaiban is sorra kapta a minősítéseket. Ilyen országok közé tartozik Argentína (platina), Brazília (arany) és Mexikó (2×-es platina).

### Európa és Óceánia
A brit albumlista 2. helyén debütált 88 000 eladott példánnyal. Whitney Houston Whitney: The Greatest Hits című lemeze tudta megakadályozni a csúcspozíciót, csak 2000 darabbal adtak el belőle többet. Öt héttel megjelenése után elkezdett lecsúszni a legjobb 10-ről. Összesen 2 év és 3 hónapot töltött az albumlistán. A Brit Hanglemezgyártók Szövetsége 3×-os platina minősítést biztosított a nagylemeznek, amit 900 000 darabos eladással lehet elérni a szigetországban. Vezette Franciaország hivatalos albumlistáját, majd a Syndicat National de l'Edition Phonographique 4×-es platinalemezzé nyilvánította 400 000 példány eladása után. Messze a legsikeresebb lemeze lett az országban az énekesnőnek. Hasonlóan teljesített Németországban is, ahol az első helyen debütált, majd 1 milliós eladással Britney legkelendőbb albumává vált. Ez az értékesítés 4×-es platina minősítésnek felel meg. A legfelső pozíción debütált még Ausztria, Belgium, Hollandia, Norvégia, Spanyolország, Svédország és Svájc albumlistáin. Finnországban a 2. helyig jutott, majd 54 274-es eladással a legkelendőbb albumává vált ott. Az Európai Hot 100 albumlistán a 82. helyen debütált, majd a magas eladásoknak köszönhetően pár héttel később vezető pozícióba jutott, amit több hétig tartott is. Összegezve az Oops!… I Did It Again körülbelül 4 200 000 példányban kelt el kontinensen, ezzel az IFPI szervezet 4×-es platinalemeznek tudta elkönyvelni.
Magyarországon is hatalmas sikernek örvendett a lemez. A Magyar Hanglemezkiadók Szövetségének Top 40 albumlistáját 4 hétig uralta, ezzel az énekesnő egyetlen albuma lett, ami tudta vezetni a magyar albumlistát. 2000 végére 25 000 darabot adtak el belőle hazánkban, ezzel aranylemezzé lett nyilvánítva. Ez a mai adatokat nézve 4×-es platina minősítésnek felel meg, mivel 2009 óta 6000 eladott példány jelenti a platina minősítést.
2000 májusában az ausztrál albumlista 2. helyén debütált, az is maradt legjobb pozíciója. 2000-ben a 14. legkeresettebb lemez lett ott 140 000 eladott példánnyal. Miután 2001-ben még 70 000 darabot eladtak belőle, az Australian Recording Industry Association szervezet 3×-os platina minősítést biztosított a lemeznek, amit Ausztráliában 210 000 darabos értékesítés után lehet elérni. Új-Zélandon is a 2. hely volt a legjobb helyezése. Később Új-Zéland Hanglemezgyártó Szövetsége dupla platinalemeznek jegyezte fel 30 000 példány eladása után.
Az Oops!… I Did It Again megjelenésének hetén 2.4  millió, második hetén 1.3  millió, míg harmadik hetén 920 000 példányban kelt el világszerte, ezzel pedig a zenetörténelem egyik leggyorsabban fogyó nagylemezévé vált. 13 egymást követő héten mindig 400 000, míg a karácsonyi szezonban 810 000 fölötti darabszámban kelt el. 2000 végére 16 és félmillió darabban fogyott el, ezzel az év legkelendőbb albumává vált.

## Hatása
Az albummal Britney biztosítani tudta magát a popiparban, ezzel megszűntek azok a kételkedések, amik szerint az énekesnő nem fogja tudni megtartani a debütáló lemezével elért hatalmas sikereket. Az Oops!… I Did It Again az első heti eladásainak köszönhetően még mindig tartja a leggyorsabban fogyó női album rekordját. A Rolling Stone írói szerint Britney folytatja a karrierjét, mint rock and roll királynő, emellett pedig kijelentették; „Britney egyértelműen az egyik legellentmondásosabb, legsikeresebb énekesnő a 21. században.” A lemez az USA-ban 10 millió példányban kelt el, ezzel az énekesnő sorban a második (egyben utolsó) albuma, ami gyémántminősítést könyvelt el magának. 16 milliós eladással 2000 legkelendőbb albumává vált, illetve a 21. század legkelendőbb női lemezeként tartják számon. Melissa Ruggieri a Richmond Times-Dispatch-től kijelentette: „Spears a legkeresettebb tinédzser művész, mivel mielőtt 2001-ben elmúlt 20 éves, már 37 millió albumot adott el.” Az Oops!… I Did It Again máig Spears második legsikeresebb albuma, csaknem 25 milliós eladással.
A címadó dal időtlen slágerré vált, az énekesnő egyik legismertebb dalává nőtte ki magát. A számról elis lett nevezve egy magyar lányegyüttes, az Oops!. A videóklipben felhasznált vörös latex ruha (ami Britney ötlete volt) kultikus lett, azóta többen is felhasználtak ilyen darabokat Spears példáját követve.

## Számlista
| 1.                  | Oops!… I Did It Again                       | Max Martin, Rami                                    | Max Martin, Rami                     | 3:31 |
| 2.                  | Stronger                                    | Max Martin, Rami                                    | Max Martin, Rami                     | 3:23 |
| 3.                  | Don't Go Knockin' on My Door                | Rami, Max Martin, Jake Schulze, Alexander Kronlund  | Rami, Jake Schulze                   | 3:43 |
| 4.                  | (I Can't Get No) Satisfaction (feldolgozás) | Mick Jagger, Keith Richards                         | Rodney "Darkchild" Jerkins           | 4:23 |
| 5.                  | Don’t Let Me Be the Last to Know            | Robert Lange, Shania Twain, Keith Scott             | Robert Lange                         | 3:50 |
| 6.                  | What U See (Is What U Get)                  | Rami, Per Magnusson, David Kreuger, Jörgen Elofsson | Rami, Per Magnusson David Kreuger    | 3:36 |
| 7.                  | Lucky                                       | Max Martin, Rami, Alexander Kronlund                | Max Martin, Rami, Alexander Kronlund | 3:26 |
| 8.                  | One Kiss from You                           | Steve Lunt                                          | Steve Lunt, Larry "Rock" Campbell    | 3:23 |
| 9.                  | Where Are You Now                           | Max Martin, Andreas Carlsson                        | Max Martin, Rami                     | 4:39 |
| 10.                 | Can't Make You Love Me                      | Kristian Lundin, Andreas Carlsson, Max Martin       | Kristian Lundin, Jake Schulze        | 3:17 |
| 11.                 | When Your Eyes Say It                       | Diane Warren                                        | Steve Lunt, Robert "Esmail" Jazayeri | 4:06 |
| 12.                 | Dear Diary                                  | Britney Spears, Jason Blume, Eugene Wilde           | Timmy Allen, Barry J. Eastmond       | 2:46 |
| Teljes hossz: 46:36 |                                             |                                                     |                                      |      |

| Deluxe kiadás       | Deluxe kiadás                     | Deluxe kiadás              | Deluxe kiadás                | Deluxe kiadás | Deluxe kiadás | Deluxe kiadás | Deluxe kiadás | Deluxe kiadás | Deluxe kiadás |
|                     | Cím                               | Szerző(k)                  | Producer(ek)                 | Hossz         |               |               |               |               |               |
| ------------------- | --------------------------------- | -------------------------- | ---------------------------- | ------------- | ------------- | ------------- | ------------- | ------------- | ------------- |
| 13.                 | Girl in the Mirror                | Jörgen Elofsson            | Per Magnusson, David Kreuger | 3:36          |               |               |               |               |               |
| 14.                 | You Got It All (feldolgozás)      | Rupert Holmes              | Eric Foster White            | 4:09          |               |               |               |               |               |
| 15.                 | Heart (A Lucky kislemez B oldala) | George Teren, Eugene Wilde | Steve Lunt, Larry Campbell   | 3:00          |               |               |               |               |               |
| Teljes hossz: 55:34 |                                   |                            |                              |               |               |               |               |               |               |

| Ausztrál és új-zélandi kiadás | Ausztrál és új-zélandi kiadás             | Ausztrál és új-zélandi kiadás  | Ausztrál és új-zélandi kiadás  | Ausztrál és új-zélandi kiadás | Ausztrál és új-zélandi kiadás | Ausztrál és új-zélandi kiadás | Ausztrál és új-zélandi kiadás | Ausztrál és új-zélandi kiadás | Ausztrál és új-zélandi kiadás |
|                               | Cím                                       | Szerző(k)                      | Producer(ek)                   | Hossz                         |                               |                               |                               |                               |                               |
| ----------------------------- | ----------------------------------------- | ------------------------------ | ------------------------------ | ----------------------------- | ----------------------------- | ----------------------------- | ----------------------------- | ----------------------------- | ----------------------------- |
| 16.                           | Walk on By (A Stronger kislemez B oldala) | David Kreuger, Jörgen Elofsson | David Kreuger, Jörgen Elofsson | 3:35                          |                               |                               |                               |                               |                               |
| Teljes hossz: 59:09           |                                           |                                |                                |                               |                               |                               |                               |                               |                               |

## Albumlistás helyezések és eladási adatok
| Albumlista (2000)             | Legjobb helyezés |
| ----------------------------- | ---------------- |
| Ausztrál albumlista           | 2                |
| Belga albumlista (Flandria)   | 1                |
| Belga albumlista (Vallónia)   | 1                |
| Brit albumlista               | 2                |
| Európai Hot 100 albumlista    | 1                |
| Finn albumlista               | 2                |
| Francia albumlista            | 1                |
| Holland albumlista            | 1                |
| Ír albumlista                 | 3                |
| Japán albumlista              | 4                |
| Kanadai albumlista            | 1                |
| Magyar albumlista             | 1                |
| Német albumlista              | 1                |
| Norvég albumlista             | 1                |
| Osztrák albumlista            | 2                |
| Svájci albumlista             | 1                |
| Svéd albumlista               | 1                |
| Új-zélandi albumlista         | 3                |
| USA Billboard 200 albumlista  | 1                |
| USA Top Internet Albums lista | 6                |
| Albumlista (2002)             | Legjobb helyezés |
| USA Top Catalog Albums        | 40               |

| Ország/Régió       | Minősítés          | Eladás      |
| ------------------ | ------------------ | ----------- |
| Argentína          | Platinalemez       | 60 000+     |
| Ausztrália         | 3×-os platinalemez | 280 000+    |
| Ausztria           | 2×-es platinalemez | 50 000+     |
| Belgium            | 3×-os platinalemez | 150 000+    |
| Brazília           | Aranylemez         | 100 000+    |
| Chile              | Platinalemez       | 30 000      |
| Egyesült Államok   | Gyémántlemez       | 10 400 000+ |
| Egyesült Királyság | 3×-os platinalemez | 900 000+    |
| Finnország         | Platinalemez       | 54 274+     |
| Franciaország      | 4×-es platinalemez | 420 800+    |
| Hollandia          | 2×-es platinalemez | 160 000+    |
| Kanada             | 7×-es platinalemez | 1 000 000+  |
| Lengyelország      | 2×-es platinalemez | 100 000+    |
| Mexikó             | 2×-es platinalemez | 300 000+    |
| Németország        | 4×-es platinalemez | 1 000 000+  |
| Norvégia           | Platinalemez       | 50 000+     |
| Portugália         | Platinalemez       | 40 000+     |
| Spanyolország      | Platinalemez       | 100 000+    |
| Svájc              | 2×-es platinalemez | 100 000+    |
| Svédország         | Platinalemez       | 80 000+     |
| Új-Zéland          | 2×-es platinalemez | 30 000+     |
| Összefoglaló       | Minősítés          | Eladás      |
| Európa             | 4×-es platinalemez | 4 000 000+  |

| Albumlista (2000)            | Helyezés |
| ---------------------------- | -------- |
| Ausztrál albumlista          | 14       |
| Belga albumlista (Flandria)  | 8        |
| Belga albumlista (Vallónia)  | 3        |
| Brit albumlista              | 21       |
| Német albumlista             | 3        |
| Osztrák albumlista           | 5        |
| Svájci albumlista            | 4        |
| USA Billboard 200 albumlista | 4        |
| Albumlista (2001)            | Helyezés |
| Belga albumlista (Flandria)  | 75       |
| Belga albumlista (Vallónia)  | 89       |
| Brit albumlista              | 162      |
| Svájci albumlista            | 50       |
| USA Billboard 200 albumlista | 26       |

| Albumlista (2000-es évek)    | Helyezés |
| ---------------------------- | -------- |
| USA Billboard 200 albumlista | 6        |

### Első helyezések
| Előző ’N Sync – No Strings Attached                                     | USA Billboard 200 albumlista első helyezettje 2000. június 3. – 2000. február 9. | Következő Eminem – The Marshall Mathers LP                                  |
| Előző Mission: Impossible II                                            | Kanadai albumlista első helyezettje 2000. június 3. – 2000. június 9.            | Következő Eminem – The Marshall Mathers LP                                  |
| Előző Santana – Supernatural                                            | Francia albumlista első helyezettje 2000. május 20. – 2000. május 27.            | Következő Santana – Supernatural                                            |
| Előző Marie Fredriksson – Äntligen - Marie Fredrikssons bästa 1984-2000 | Svéd albumlista első helyezettje 2000. május 25. – 2000 május 31.                | Következő Marie Fredriksson – Äntligen - Marie Fredrikssons bästa 1984-2000 |
| Előző Barry White – The Ultimate Collection                             | Belga albumlista (Flandria) első helyezettje 2000. május 27. – 2000. június 10.  | Következő Bon Jovi – Crush                                                  |
| Előző Mike Brant – 25ème anniversaire                                   | Belga albumlista (Vallónia) első helyezettje 2000. június 3. – 2000. június 15.  | Következő Johnny Hallyday – 100% Johnny - Live à la tour Eiffel             |
| Előző A-ha – Minor Earth Major Sky                                      | Norvég albumlista első helyezettje 2000. május 27. – 2000. június 3.             | Következő Olsen Brothers – Wings of Love                                    |
| Előző Doe Maar – Klaar                                                  | Holland albumlista első helyezettje 2000. május 27. – 2000. június 3.            | Következő Bon Jovi – Crush                                                  |
| Előző Santana – Supernatural                                            | Svájci albumlista első helyezettje 2000. május 28. – 2000. június 4.             | Következő Bon Jovi – Crush                                                  |

## Közreműködők
| Személyzet - Britney Spears - vezető vokál, háttérvokál, dalszerzés - Andreas Carlsson - dalszerzés, háttérvokál - Jörgen Elofsson - dalszerzés - Nikki Gregoroff - háttérvokál - Nana Hedin - háttérvokál - David Krueger - dalszerzés - Kristian Lundin - dalszerzés - Per Magnusson - dalszerzés, billentyűs hangszerek - Max Martin - dalszerzés, billentyűs hangszerek, háttérvokál - Rami Yacoub - dalszerzés - Andrew McIntyre - elektromos gitár - Dan Petty - akusztikus gitár, elektromos gitár - Doug Petty - billentyűs hangszerek - Aleese Simmons - háttérvokál - Shania Twain - dalszerzés - Robert John "Mutt" Lange - dalszerzés - Keith Scott - dalszerzés - Eugene Wilde - dalszerzés - Diane Warren - dalszerzés - Jason Blume - dalszerzés - Steve Diamond - dalszerzés | Előállítás - Charles McCrorey - mérnök asszisztens - Chris Trevett - hangmérnök, hangkeverés - Daniel Boom - hangmérnök - David Krüger - komponálás - Dean Honer – komponálás - Rodney Jenkins - komponálás - Eric Foster White - komponálás, hangmérnök, hangkeverés, dobok, rendezés - Jason Buckler - komponálás - Bralower Jimmy - dobok - Kristian Lundin - komponálás - Max Martin - komponálás, hangmérnök, digitális hangkeverés, programozás - Per Magnusson - komponálás, programozás - Rami Yacoub - komponálás - Timmy Allen - komponálás - Tim Latham - hangmérnök, hangkeverés Borítók és kisfüzet - Albert Sanchez - fényképezés - Jackie Murphy - művészeti vezető - Harvey Mason, Sr. - szerkesztés - Lisa Peardon - fényképezés - Larry Busacca - fényképezés - Timothy White - fényképezés - Jon Ragel - fényképezés |

Forrás:

## Fordítás
- Ez a szócikk részben vagy egészben  az   Oops!... I Did It Again (album) című angol Wikipédia-szócikk fordításán alapul.  Az eredeti cikk szerkesztőit annak laptörténete sorolja fel. Ez a jelzés csupán a megfogalmazás eredetét és a szerzői jogokat jelzi, nem szolgál a cikkben szereplő információk forrásmegjelöléseként.